# Šigejoši Suzuki
Šigejoši Suzuki (japonsko 鈴木 重義), japonski nogometaš in trener, * 13. oktober 1902, Fukušima, Japonska, † 20. december 1971.
Za japonsko reprezentanco je odigral dve uradni tekmi.